# HMS Endurance (1967)
L'HMS Endurance, pennant number A171, era una nave per il pattugliamento antartico della Royal Navy, che prestò servizio tra il 1967 ed il 1991. Prese parte alla guerra delle Falklands.
Prima nave ad adottare il nome HMS Endurance, venne così battezzata come tributo alla Endurance utilizzata dall'esploratore Ernest Henry Shackleton nella seconda spedizione nel continente antartico (Imperial Trans-Antarctic Expedition) nel periodo 1914 - 1916.

## Storia
L'HMS Endurance in origine era una nave danese chiamata Anita Dan. Questa venne costruita nel 1956 da Grogerwerft per la Lauritzen Lines. Fu acquistata dalla Gran Bretagna nel 1967, modificata dalla Harland & Wolff e rinominata HMS Endurance. Con la nuova denominazione, entrò in servizio nella Royal Navy. Il suo scopo era quello di mantenere la presenza britannica nell'Antartide e nelle isole Falkland durante i mesi estivi. Venne impiegata anche per svolgere attività di supporto per il British Antarctic Survey.
Il soprannome “The Red Plum” (la susina rossa) era dovuto al colore del suo scafo.
La HMS Endurance avrebbe dovuto essere radiata nel 1982, ma proprio in quell'anno scoppiò la guerra delle Falkland.

## La guerra
Il 19 marzo 1982, mentre la nave era a Port Stanley, la Georgia del Sud fu occupata dagli argentini. L'Endurance, comandata dal capitano Nick Barker, salpò il 21 marzo alla volta dell'isola con a bordo un piccolo contingente di marines. Vi arrivò il 25 marzo, ed incontrò il trasporto argentino Bahia Buen Suceso, che aveva sbarcato circa 100 soldati. L'Endurance sbarcò i suoi soldati prima di tornare nell'area delle Falkland il 30 marzo. Il 22 aprile, con la task force inglese, tornò in Georgia del Sud e sbarcò uomini delle forze speciali ad Hound Bay. A causa della presenza di sottomarini, le altre navi raggiunsero acque profonde, mentre l'Endurance si rifugiò vicino alla riva, dove il mare era ghiacciato. Il 25 aprile, due elicotteri ASW Westland Wasp decollati dalla nave contribuirono alla caccia al sottomarino argentino Ara Santa Fe, che fu in seguito abbandonato dall'equipaggio.
Quando gli argentini si arresero, il 26 aprile, l'Endurance rimase di guardia nei pressi dell'isola.

## Il dopoguerra
Nel 1987, la nave venne sottoposta ad alcuni lavori di ammodernamento, e ricevette, al posto degli elicotteri Wasp, altrettanti Westland Lynx.
Verso la fine della sua vita operativa, la nave venne soprannominata HMS Encumbrance a causa di problemi di affidabilità.
Nel 1989, la nave urtò un iceberg. Nonostante fosse stata riparata, in seguito ad un'ispezione del 1991 fu dichiarata non più idonea a svolgere il suo servizio operativo nell'Antartide. Fu quindi ritirata dal servizio e sostituita dalla MV Polar Circe, in seguito chiamata HMS Endurance.